# Forces armades de l'antiga Roma
Les forces armades d'antiga Roma, segons Titus Livi, un dels historiadors de Roma més il·lustres de tots els temps, fou un element clau en l'ascens de Roma durant «més de 700 anys» en el transcurs dels quals un petit poble del Laci es convertí en la capital d'un imperi que governava un ample territori centrat en el mar Mediterrani o, com els mateixos romans l'anomenaven, el Mare Nostrum («mar nostre»).
Tit Flavi Josep, un historiador contemporani que fou un oficial d'alt grau en l'exèrcit romà i comandà els rebels en la Gran Revolta Jueva, descriu els romans com si «ja nasquessin armats». En temps d'aquests dos historiadors, la societat romana ja havia desenvolupat unes forces armades eficaces i les havia emprat per defensar-se dels etruscos, els itàlics, els grecs, els gals, l'imperi marítim de Cartago i els regnes macedonis. L'Estat romà anà adquirint territori amb cada conflicte fins que la República Romana caigué en una guerra civil i el primer emperador August, declarà l'Imperi.
El paper i l'estructura de les forces armades continuaren evolucionant durant l'Imperi. El seu component romà s'anà reduint a mesura que les funcions de protecció de les fronteres i d'administració del territori es transferien a mercenaris estrangers comandats per romans. Les divisions de les forces armades en bàndols contraris en una sèrie de guerres civils afebliren l'Imperi i foren un factor important en el procés que conduí a la caiguda de l'Imperi Romà d'Occident el 476.